# يوشيهيرو كاوانو
يوشيهيرو كاوانو هو سياسي ياباني، ولد في 1 ديسمبر 1977 في فوكوكا في اليابان. نشط حزبياً في حزب كوميتو الجديد. وقد انتخب عضو مجلس المستشارين ‏ وقد انضم خلال فترته النيابية للكتلة البرلمانية حزب كوميتو الجديد.